# Pastilla (circuito integrado)

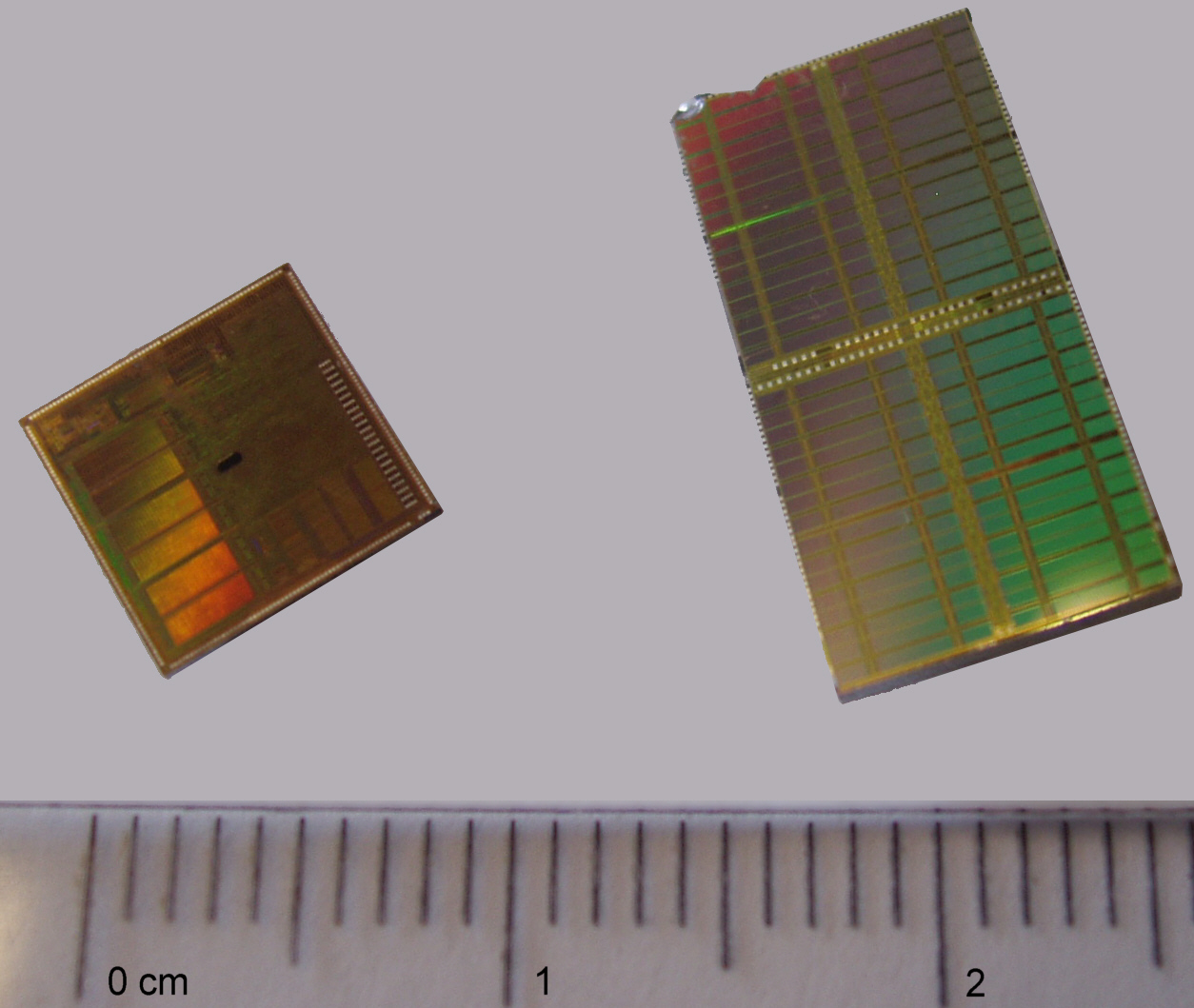
Dos circuitos integrados con una regla para apreciar la escala.

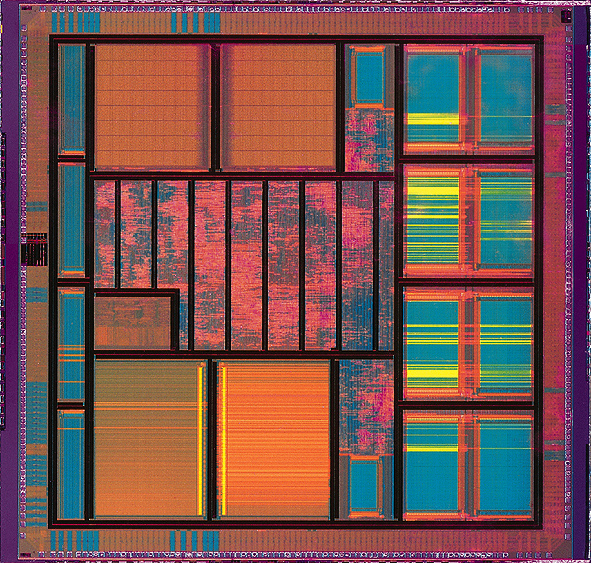
Un die de un circuito integrado VLSI.

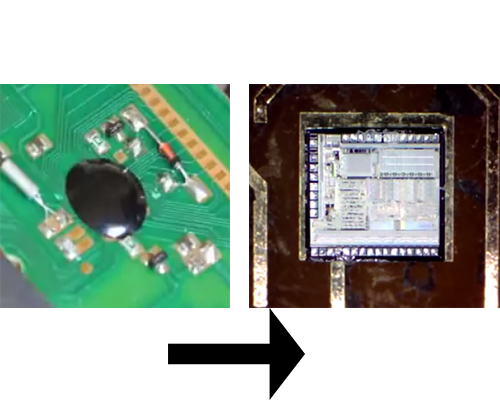
En la primera imagen se muestra un chip en placa (COB) en su estado normal, y en la segunda se muestra desencapsulado, mostrando su oblea semiconductora.

Un dado o pastilla (del inglés die) es un sinónimo de chip, y en el contexto de los circuitos integrados es un pequeño bloque de material semiconductor en el que se crea un circuito funcional. Típicamente, los circuitos integrados se fabrican en grandes lotes en una única oblea de silicio de grado electrónico (SGE) a través de procesos como la fotolitografía. La oblea es cortada en múltiples trozos según un patrón, y cada uno contiene una copia del circuito. A cada uno de estos trozos se le llama dado.